# Starý Bydžov
Starý Bydžov (en allemand : Alt Bidschow) est une commune du district de Hradec Králové, dans la région de Hradec Králové, en Tchéquie. Sa population s'élevait à 431 habitants en 2022.

## Géographie
Starý Bydžov se trouve à 4 km au nord-ouest de Nový Bydžov, à 28 km à l'est-nord-est de Hradec Králové et à 76 km à l'est-nord-est de Prague.
La commune est limitée par Vinary et Smidary au nord, par Sloupno à l'est, par Nový Bydžov au sud, et par Hlušice à l'ouest.

## Histoire
La première mention écrite de la localité date de 1186.

## Galerie

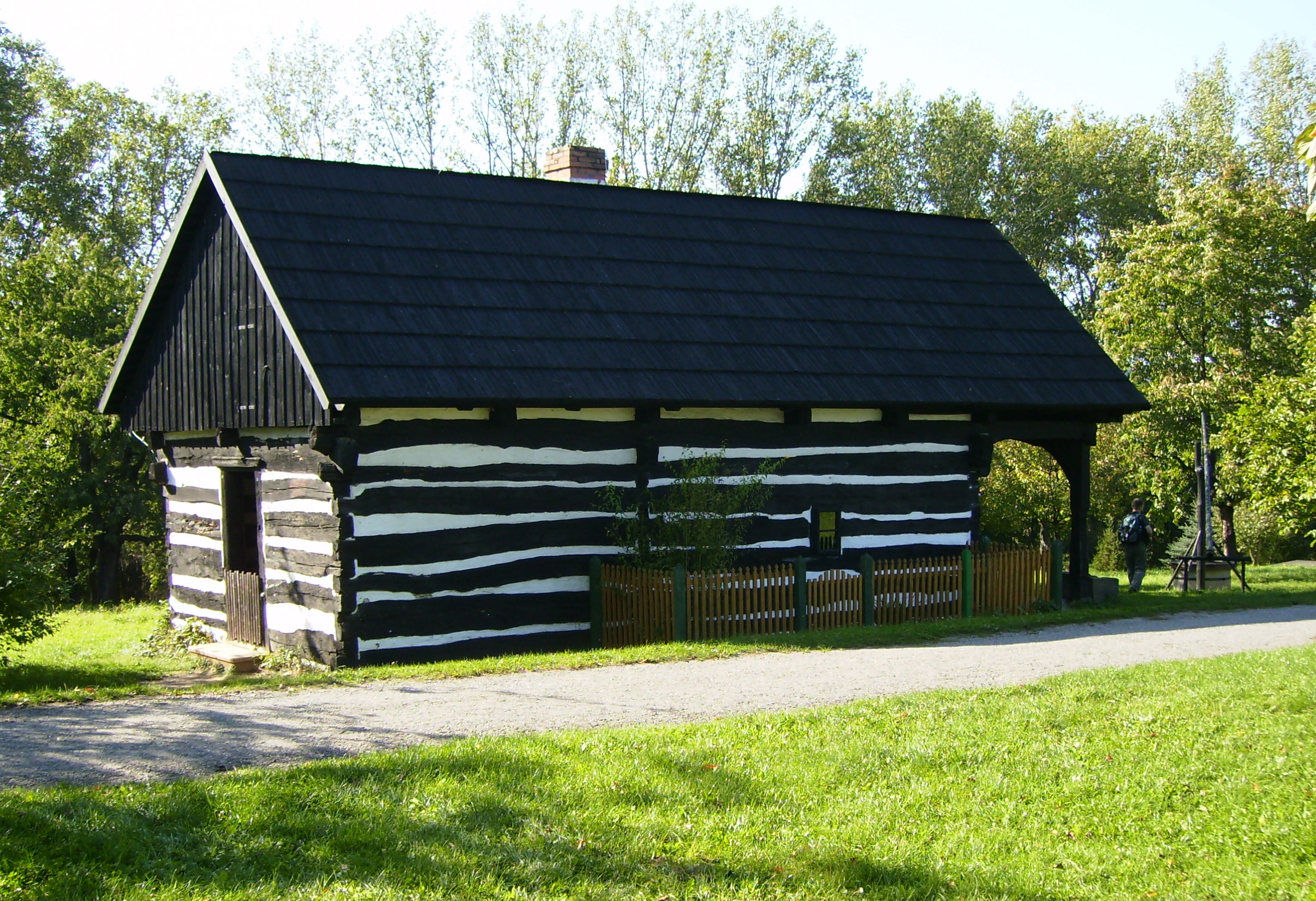
Musée en plein air.
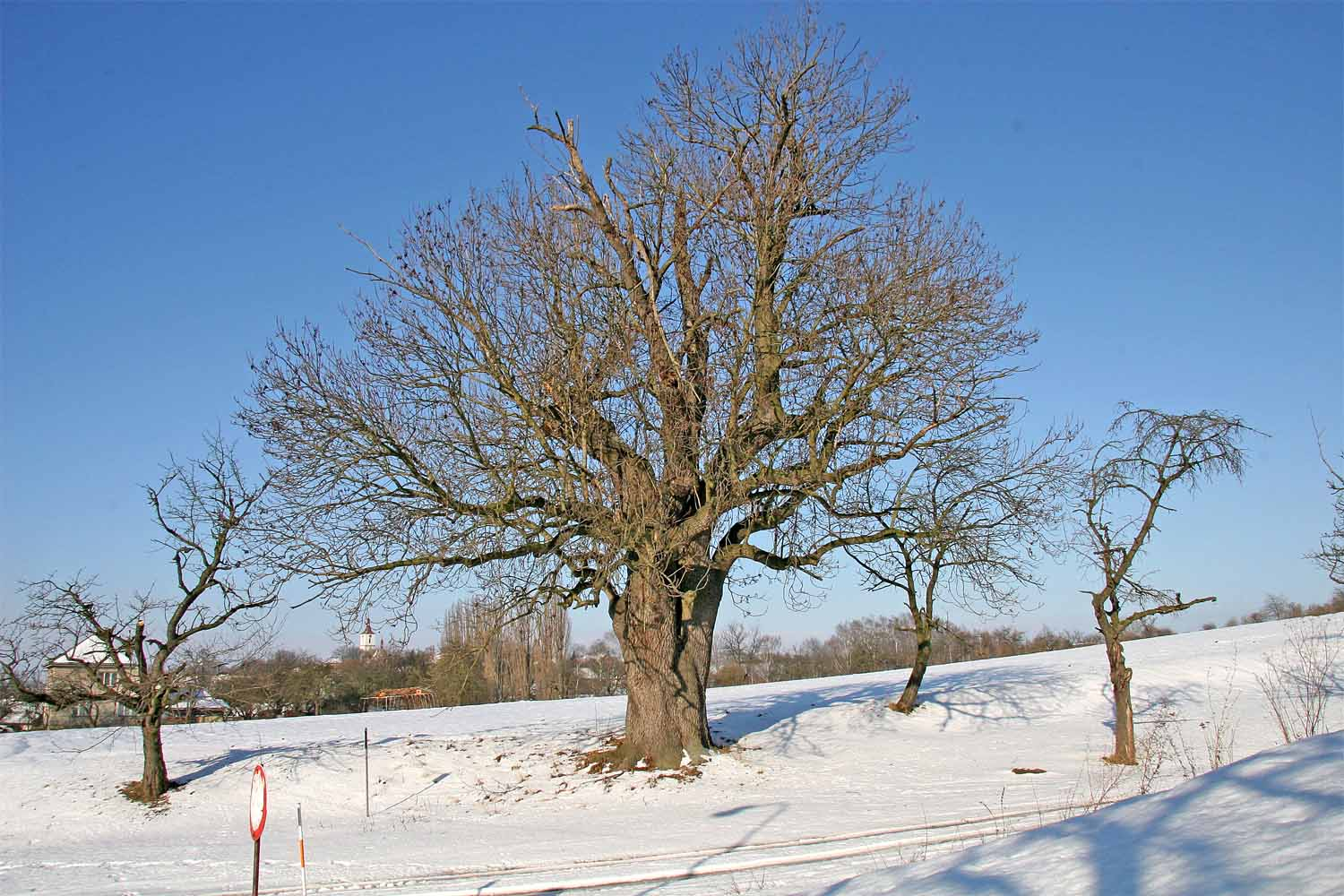
Arbre remarquable.

## Transports
Par la route, Starý Bydžov se trouve à 3,6 km de Nový Bydžov, à 33 km de Hradec Králové et à 93 km de Prague. 